# Gaston Onkelinx
Gaston Onkelinx (Jeuk, 13 juli 1932 – Seraing, 30 januari 2017) was een Belgisch politicus.

## Levensloop
Onkelinx groeide op als zoon van de café-eigenaar Maurice Onkelinx, die lid was van het Vlaamsch Nationaal Verbond en tijdens de Duitse bezetting schepen en waarnemend burgemeester van de Limburgse gemeente Jeuk. Nadat zijn vader in 1950 in zijn burgerrechten werd hersteld, verhuisde Gaston Onkelinx samen met zijn ouders naar Ougrée-Bas, die daar vanaf 1953 het café Les Hauts Fourneaux - De Hoogovens uitbaatten. In 1950 ging Gaston voor het eerst werken als arbeider in de staalindustrie bij Ougrée-Marihaye, waar ook zijn vader en ooms werkten. Hij maakte het ineenstorten van de staalindustrie mee hetgeen leidde tot lege cafés en vervallen straten en lege industrieterreinen. 
Gaston Onkelinx werd tevens actief als syndicalist. Zo was hij van 1959 tot 1971 FGTB-gedelegeerde bij Cockerill-Ougrée. Via de FGTB verzeilde in de PSB en daarna in de PS.
In 1970 werd Onkelinx door André Cools overtuigd om zich kandidaat te stellen bij de gemeenteraadsverkiezingen later dat jaar. Hij werd verkozen in de gemeenteraad van Ougrée en was er van 1971 tot 1976 schepen. Na de fusie met Seraing werd hij daar in 1977 verkozen tot gemeenteraadslid, wat hij bleef tot in 1994. Van 1977 tot 1987 was hij er schepen, waarna hij er als opvolger van Guy Mathot van 1987 tot 1994 burgemeester was.
Van 1974 tot 1987 zetelde hij eveneens voor het arrondissement Luik in de Kamer van volksvertegenwoordigers. Hierdoor zetelde hij van 1980 tot 1987 automatisch ook in de Waalse Gewestraad. Tevens was hij van 1990 tot 1992 ondervoorzitter van de PS-afdeling van het arrondissement Luik en van 1994 tot 2012 de voorzitter van de Confederatie van Gepensioneerde en Bruggepensioneerde Socialisten.
In 1955 huwde hij met Germaine Ali Bakir, een vrouw van Algerijnse afkomst uit de streek van Kabylië. Ze kregen samen zes kinderen, onder wie Laurette, die hem opvolgde als volksvertegenwoordiger en later vicepremier in de Belgische federale regering werd, en Alain, die eveneens in de politiek belandde.

## Onderscheidingen
- Ridder in de Leopoldsorde
- Officier in de Leopoldsorde